# Phaeofabraea
Phaeofabraea is een geslacht van schimmels behorend tot de orde  Helotiales. De familie is niet niet met zekerheid bepaald (Incertae sedis). De typesoort is Phaeofabraea miconiae.

## Soorten
Volgens Index Fungorum telt het geslacht vier soorten (peildatum april 2023):
| Soortnaam                 | Auteur(s)                 | Publicatiejaar |
| ------------------------- | ------------------------- | -------------- |
| Phaeofabraea lachnoides   | (Rehm) Pfister            | 1977           |
| Phaeofabraea leonensis    | Syd.                      | 1939           |
| Phaeofabraea miconiae     | Rehm                      | 1909           |
| Phaeofabraea parahybensis | Bat., A.A. Machado & Maia | 1961           |